# Anarchisme en Nouvelle-Zélande
 (janvier 2018).
L'anarchisme en Nouvelle-Zélande se développe à partir de 1884, quand Arthur Desmond, un auteur anarchiste, se présente aux élections parlementaires. Il existe aujourd'hui trois structures anarchistes néo-zélandaises majeures: la Fédération Anarcha-Féministe (fondée en 1991), l'Alliance Anarchiste de Nouvelle-Zélande et Les Anarchistes Chrétiens du Pacifique Sud.

## Histoire

### Début du mouvement ouvrier
Dès les années 1890 et 1900, le syndicalisme et l’antiparlementarisme socialistes ont joué un rôle de meneur important dans le début du mouvement des travailleurs, particulièrement dans la Fédération du travail ( la New Zealand Federation of Labour ou “Fed”) puis chez les Industrial Workers of the World ou IWW. Certains membres de l'IWW étaient anarchistes (comme ceux de l’Aéroport Sydney-Kingsford Smith), ou sympathisants des idées antiparlementaires de l’anarchisme.

### 1951: Le conflit du front de mer
En 1951, le conflit du front de mer fut l'un des conflits industriels les plus importants de l’histoire de la Nouvelle-Zélande. Jusqu'à 20 000 travailleurs se mirent en grève pour soutenir les travailleurs du front de mer qui protestaient contre les difficultés financières et les conditions de travail. Des milliers d’autres refusaient de manier des produits briseurs de grève. Le conflit, parfois nommé «grève du front de mer», dura 151 jours, à compter du 13 février. L’Union des travailleurs du bord de mer, particulièrement la branche d’Auckland, avait une philosophie syndicaliste forte. Le syndicaliste Jock Barnes fut le président de l’Union des bords de mer d’Auckland de 1944 à 1952 et joua un rôle important dans la grève. La défaite fut considérée par beaucoup de parlementaires socialistes comme l'échec final du syndicalisme à constituer une tendance viable du mouvement des travailleurs.

### Mouvements sociaux des années 1960, 70 et 80
L’anarchisme fut populaire durant les mouvements de protestation des années 1960, 70 et 80. Des anarchistes ont été actifs et impliqués dans les protestations et manifestations antinucléaires, contre la guerre du Viêt Nam et contre l'Apartheid en Afrique du Sud lors de la tournée de l'équipe d'Afrique du Sud de rugby à XV en 1981.

### Mouvement des chômeurs des années 1980 et 90
Dans les années 1980 et au début des années 1990, les anarchistes furent impliqués dans des douzaines de petits groupes de chômeurs dans le pays. La hausse du chômage apporta une vague de nouveaux activistes au mouvement anarchiste.
Les Groupes Pauvres et le Mouvement national des chômeurs et des bénéficiaires (NUMB) étaient dominés par le Centre du droit des travailleurs au chômage d’Auckland (AUWRC). L'AUWRC était dirigé par Sue et Bill Bradford et comportait un grand nombre d’anarchistes. Les anarchistes ont aussi joué un rôle clé dans l’Union des travailleurs au chômage de Wellington (WUWU) (qui plus tard devint le Centre des peuples de Wellington).
En 1991, une grande partie des Groupes Pauvres se divisèrent, après la scission de l'AUWRC entre les époux Bradford et leurs partisans d'une part et les anarchistes (principalement punks) d'autre part. De nombreux activistes de gauche quittèrent les anarchistes chargés du NUMB, qui finit par se dissoudre autour de 1993.

### Mouvement anti-mondialisation et anti-guerre de 1999–2005
Entre 1999 et 2005, les anarchistes ont joué un rôle clé dans les mouvements altermondialistes, contre la guerre d'Irak et dans le mouvement pour les droits des animaux.

#### Les campagnes pour les jeunes de 2004
Pendant la campagne SupersizeMyPay.com en 2004 et 2005, les anarchistes ont joué un rôle de premier plan dans l'initiative Unite union et Radical Youth pour obtenir la suppression effective des taux d'intérêt pour les jeunes.

### L’anarchisme aujourd'hui
La mouvance anarchiste s'inscrit aujourd'hui dans divers canaux. Au niveau national, il existe deux petites organisations anarchocommunistes, l'Aotearoa Workers Solidarity Movement et Beyond Resistance formées en 2009, en plus d'un réseau anarchoféministe. Des librairies, infoshop et espaces sociaux existent à Auckland, Wellington et Dunedin, en plus d'une librairie en ligne basée à Christchurch et d'un collectif d'édition à Wellington. Il existe également un journal anarchiste diffusé sur toute l’île et un site web sur l'anarchisme en Nouvelle-Zélande. De plus, beaucoup d'anarchistes sont impliqués ou ont mis en place des projets et des groupes, avec des valeurs similaires à celles de l'anarchisme, qui jouent un rôle important dans l'activisme non parlementaire.

## Chronologie
- 1884 : Arthur Desmond, un auteur et poète anarchiste et socialiste, se présente aux élections parlementaires de Nouvelle-Zélande.
- Juillet 1901 : Le Parti socialiste de la Nouvelle-Zélande, librement organisé et formé, inclut des syndicalistes et des anarchistes. Le groupe de Wellington devint un centre pour les socialistes antiparlementaires.
- 1908 : Le Parti socialiste de la Nouvelle-Zélande a 3 000 membres et tient sa première conférence nationale. La conférence condamne l’action politique par une majorité de deux à un. Création à Wellington d'un groupe des Travailleurs industriels du Monde.
  - Création à Wellington d'un groupe des Travailleurs Industriels du Monde.
- 1910 : Les anarchistes présents au sein de la branche de Christchurch du Parti socialiste la quittent pour former une Union de Recrutement des Travailleurs industriels du Monde.
- 1912-1913 : Les Wobblies dont Tom Barker et J B King sont actifs pendant la grève des mineurs de Waihi et des grèves générales[7].
- 9 juillet 1913 : Création du Groupe de la Liberté par Phillip Josephs à Wellington qui dure pendant un an. La rumeur dit qu'ils ont eu des batailles rangées avec la police au cours de la grande grève[8].
- Années 1950 : Bill Dwyer déménage d'Irlande pour aller vivre en Nouvelle-Zélande.
- 1966 : Bill Dwyer est condamné pour avoir appelé la Reine une fainéante pendant qu’elle parlait à Auckland en 1966.
- 18 novembre 1982 : L’anarchiste punk Neil Roberts meurt durant une attaque suicide à la bombe contre le bâtiment hébergeant de la base de données du principal ordinateur de la police de la Nouvelle-Zélande à Wanganui. Roberts fut la seule personne tuée, et le système de l’ordinateur fut endommagé.
- 1986 : Lancement du journal anarchiste l’Adversaire de l’État.
- 1991 : Conférence anarchiste nationale tenue à Wellington appelée La Conférence anarchiste néo-zélandaise organisée par le Comité pour l'Établissement de la Civilisation. Selon un participant, 60 personnes ont participé, principalement d'Auckland et Wellington. La Fédération Anarcha-Féministe de Nouvelle-Zélande est lancée à cette conférence. La conférence est organisée pour coïncider avec le Jour de la marche mondiale annuelle contre la vivisection d'animaux de laboratoire.
- 1er mai 1995 : Ouverture de la boutique Magasin de la Liberté.
- Avril 1995 : Conférence anarchiste régionale tenue à Wellington. Une conférence de quatre jours avec une manifestation impliquant des éponges jetées à Ronald McDonald[3].
- 1995 : Conférence nationale Anarcha-féministe tenue à Wellington, organisée par le Collectif Katipo[2].
- 18 mars 2001 : Les activistes organisent une conférence pour fonder une branche néo-zélandaise de l’Action mondiale des Peuples, un réseau mondial qui lutte contre la mondialisation. Entamée par les Éducateurs et le Comité pour la Mise en place de la Civilisation de la Nouvelle-Zélande, la conférence implique les activistes pour l’indépendance qui avaient été impliqués dans l’Action mondiale des Peuples à un niveau mondial depuis février 1998.
- Septembre 2001 : Ouverture du centre activiste interactif au 222 High Street à Christchurch[9]
- 20–21 octobre 2001 : Conférence anarchiste nationale tenue à Christchurch appelée Une Odyssée Anarchiste, pour discuter des réponses à la mondialisation capitaliste. Hébergé par la Table Ronde Anarchiste[10]
- 4–7 décembre 2003 : Conférence anarchiste nationale tenue près de Wanganui appelée le Goûter National Anarchiste du Symposium[11].
- 19 mars 2003 : La seconde guerre d'Irak commence.
- 23–24 octobre 2004 : Conférence anarchiste nationale tenue à Christchurch appelée L'Anarchisme en Action hébergé par la Table ronde Anarchiste[12].
- 9–11 septembre 2007 : Conférence anarchiste nationale tenue à Auckland hébergée par un espace intérieur[13].
- 15 octobre 2007 : Raids armés de la police résultant en l'arrestation de 17 activistes, y compris des anarchistes, pour la participation alléguée à un camp d'entraînement paramilitaire près de la ville de Ruatoki dans l'est de la Baie de l'Abondance.
- 11-13 juillet 2008 : Conférence des chrétiens anarchistes du Pacifique Sud tenue à Christchurch organisée par les chrétiens Anarchistes du Pacifique Sud[14].

## Groupes et organisation historiques

### Organisations nationales
- L'Alliance Anarchiste de Nouvelle-Zélande

La Conférence Anarchiste Kiwi en 1992 a formellement adopté les buts et principes de l'Alliance. Cinq groupes ont été affiliés à l'Alliance en 1991.
- Fédération Anarcha-Féministe

Deux groupes Anarcha-féministes auraient été établis à Auckland et Wellington après la conférence anarchiste nationale de 1991 à Christchurch. Sekhmet était le magazine de la fédération, produite par le collectif Katipo à Wellington.
- Les Anarchistes Chrétiens du Pacifique Sud[4]

Il s'agit d'un réseau chrétien-anarchiste avec des filiales en Nouvelle-Zélande, en Australie et en Asie du Sud. De nombreux affiliés de la SPCA ont également des liens avec le mouvement catholique ouvrier de Nouvelle-Zélande et d'Australie.

### Auckland
- Groupe Socialisme libertaire (1950-60)[7]
- Solidarité (1973-74) a été créé par Graeme Minchin, Steve Tanner et Harry Robinson et a impliqué une dizaine de personnes[17].
- Les Activistes Anarchistes d'Auckland (1975-78) était un groupe informel d'anarchistes, basé autour de quelques appartements du centre urbain de la ville qui étaient un foyer d'activité d'anarchiste[18].
- Le Groupe des Sans-Emploi de la ville d'Auckland (1976) a été formé par des anarchistes et a duré seulement un an[19].
- Il y avait un petit groupe d'environ une dizaine d'anarchistes tournant autour d'un appartement de la rue Napier entre 1976-77[20].
- La Librairie Anarchiste du Lagon Noir (1995)
- L'Alliance Anarchiste de Nouvelle-Zélande
- Le Chat Noir fut un collectif Anarcho-communisme actif en 2004–2005
- La Jeunesse Radicale (2005–2008) était un groupe autonome de jeunes militants anti-autoritaire et anti-capitaliste. Sa réalisation majeure a été un débrayage de 1000 élèves du secondaire en 2006 pour mettre fin à la discrimination salariale des jeunes[21].
- Les Comix de la Cerise Explosive est une librairie en ligne Anarcha-féminisme qui a tenu une boutique de livre dans le centre d'Auckland de juillet 2004 à novembre 2007.

### Poneke/Wellington
- Le Groupe de la Liberté (1913)
- Les Temps Saints de Kensington et Aro (fin des années 1970) était un groupe anarchiste situationniste.
- Le Collectif Kapito (1991 - date inconnue) était un collectif Anarcha-féminisme. Il a publié Sekhmet, le magazine de la fédération anarcha-féministe de 1991 à 1995 et a organisé plusieurs conférences féministes nationales[2]. Le Collectif Kapito était le seul groupe Anarcha-féministe durant cette période[22].
- Les Communistes Libertins
- Le Comité pour l’Établissement de la Civilisation a été créé en 1991. Le comité fut d'abord actif à l'université Victoria et devient rapidement une organisation locale[23]. Le groupe a existé durant dix ans et a aidé à démarrer d'autres projets anarchistes locaux, y compris Le Groupe de la Liberté

### Otautahi/Christchurch
- Le Bureau Alternatif de Divertissement (1984) était un collectif anarcho-punk qui avait pour but de fournir du divertissement bon marché et abordable à la jeunesse. Son premier concert a réuni une foule de 1 700 personnes[24].
- L'Action Directe (1991) fut un petit groupe de vieux anarchistes, dont Frank Prebble, qui avait été actif dans les années 1970[23].
- Le Groupe Anarcha-Féministe d'Otautahi/Christchurch créé en mai 1995 comme deuxième groupe dans la Fédération de Anarcha-féministe[22].
- La Table Ronde Anarchiste

### Dunedin
- Il y avait une petite scène anarchiste dans les années 1970 à Waitati, près de Dunedin qui comprenait entre autres Bruce Grenville[23].
- En 2003 une infoshop anarchiste appelée Les Livres de l’Étoile Noire fut ouverte[25]. Les Livres de l’Étoile Noire reste ouverte et active comme en 2014 dans un lieu différent dans la ville centrale avec un site web. En 2014 des volontaires des Livres de l’Etoile Noire commencèrent à contribuer à des Zines pour une colonne «Zine de la semaine» dans l’Université d’Otago.

## Publications
- Perce-Oreilles (1969–1973)

Perce-Oreille était un magazine clandestin d’Auckland édité et imprimé par Heather McInnes et John Mime qui l’avait une fois décrit comme anarchiste. Certains considéraient les éditeurs comme des «anarchistes hippies».
- Cock (1967–1973)

17 numéros. Cock était un magazine anarchiste satirique de la politique basé à Wellington, édité par Chris Wheeler. Il était aussi influencé par la philosophie de l’absurde de Camus et avait pour but d’ «aider à renverser le gouvernement Néo-Zélandais par le ridicule». Cock avait dit une fois que «la seule menace que les Communistes avaient offert au Parti National était l’ennui».
- La Presse Libre Contre-Culture (1972-1974)

Contre-Culture était le magazine secret le plus ouvertement anarchiste à ce moment incluant des articles anarchistes et des revues. Il était imprimé par l’anarchiste Malcolm Gramophone qui gérait aussi la Presse Kropotkine.
- L'Anarcho-Pacifiste, alias l'Anti Système, alias la Maladie Sociale (1985–1990)

Publié par Simon Cottle, un anarchiste punk de Wellington qui a également dirigé une émission de radio appelée anarcho-pacifiste. Cottle a joué un rôle important dans la promotion de l'anarchisme et des droits des animaux au sein de la scène punk.
- L'Adversaire de l’État

Il fut lancé en juin 1987 par Bruce Grenville.
- Sekhmet (1991-1995)

C'était le magazine de la Fédération Anarcha-féministe produite par le collectif Kapito de Wellington. Le magazine fut nommé d'après la déesse Sekhmet parce que c’était «un bon nom pour un magazine faisant des guerres avec les hiérarchies».
- Le Thr@ll Magazine (juillet 1998 - février 2002)

21 numéros. C'était un magazine gratuit. Il a été publié par un collectif de rédaction influencé par le communisme anarchiste, l'anarcho-syndicalisme, le situationnisme et le communisme de conseils et n'était aligné sur aucune tendance ou groupe.
- La Nouvelle-Zélande Anarchiste
- La Rébellion Imminente (décembre 2003 - aujourd'hui)

13 numéros. C'est une publication irrégulière anarchiste. C'est le seul journal national du pays et il a des contributions de partout en Nouvelle-Zélande. Imprimé par La Presse Rebelle à Wellington.

### Journaux grand format
- Solidarity, journal du Mouvement Solidaire des Travailleurs de Nouvelle-Zélande
- Snap!
- Anarchiste d'Auckland (2008–2009), publié par Le Réseau Anarchiste d'Auckland
- Nouvelles de nulle-part (2006), publié par Le Collectif Anarchiste Communiste du Chat Noir

## Anarchistes néo-zélandais
- Arthur Desmond (en) (1859 – 26 janvier 1929) était un poète et auteur. Aujourd'hui Desmond est surtout connu pour ses livres écrits, sous pseudonyme, La Force est Juste et Les Césars Rivaux.
- Lola Ridge (12 décembre 1873 – 19 mai 1941) était une poétesse et une éditrice influente de publications féministes et marxistes[30].
- Alexander William Bickerton (en) (7 janvier 1842 – 21 janvier 1929) était le premier professeur de chimie à l'université de Canterbury à Christchurch. Il a formé une communauté socialiste appelée La Maison Fédérative[31], qu'il transforma plus tard en parc d'attraction.
- Tom Barker (en) était un socialiste anti-parlementaire qui a démissionné de son rôle en tant que secrétaire du Parti socialiste de Nouvelle-Zélande car il n'avait pas un esprit parlementaire et a rejoint les Travailleurs Industriels du Monde. Il a été emprisonné pour sédition pour sa participation à une grève générale à Wellington.
- Philip Josephs (en) (25 novembre 1876 – 26 avril 1946) était un Juif letton, membre actif du Parti socialiste de Wellington. En juillet 1913, il a aidé à établir le premier collectif portant le nom de Groupe de la Liberté.
- "Malcolm James" alias Malcolm Gramophone était un anarchiste et un excentrique. Il a changé son nom pour embêter son père[27].
- Neil Roberts (en) (1960 - 19 novembre 1982) était un anarcho-punk décédé au cours d'un attentat-suicide visant une installation abritant la principale base de données de la police néo-zélandaise à Wanganui. Roberts a été la seule personne tuée, et le système informatique n'a pas été endommagé[32],[33].